# (8320) van Zee
(8320) van Zee es un asteroide perteneciente al cinturón de asteroides descubierto por el equipo del Indiana Asteroid Program de la Universidad de Indiana el 13 de septiembre de 1955 desde el Observatorio Goethe Link de Brooklyn, Estados Unidos.

## Designación y nombre
(8320) van Zee fue designado al principio como 1955 RV. Fue nombrado por Liese van Zee (n. 1970), miembro de la facultad de la Universidad de Indiana, ha investigado los vínculos entre la formación estelar, el enriquecimiento elemental y la distribución de gas y la cinemática en las galaxias en formación estelar. Su trabajo se centra en la historia de la formación estelar y la evolución de las galaxias enanas, incluidos los modelos de población estelar.

## Características orbitales
(8320) van Zee está situado a una distancia media de 2,429 ua del Sol, pudiendo acercarse hasta 1,958 ua y alejarse hasta 2,900 ua. Tiene una excentricidad de 0,194 y una inclinación orbital de 2,432°. Emplea 1382,75 días en completar una órbita alrededor del Sol.
Pertenece a la familia de asteroides de (135) Hertha.

## Características físicas
La magnitud absoluta de (8320) van Zee es 13,84. Tiene 5,453 km de diámetro y su albedo se estima en 0,216.